# Милославський Володимир Костянтинович

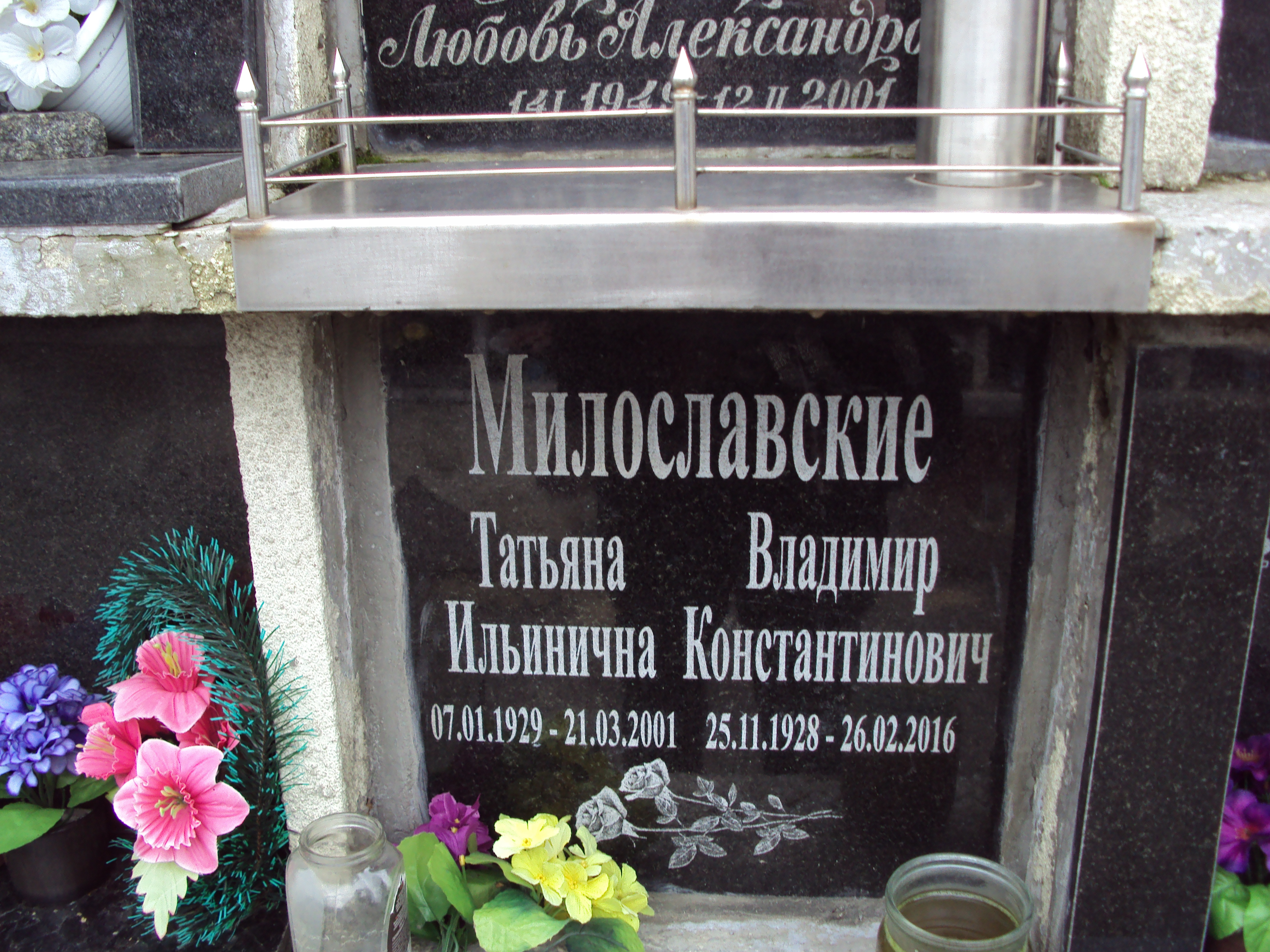
Поховання В.К. Милославського та його дружини на 2 Харківському кладовищі. Світлина DKM med.

Милославський Володимир Костянтинович (25 листопада 1928; Пенза — 26 лютого 2016; Харків) — радянський та український фізик. Відомий своїми працями з нелінійної оптики та спектроскопії твердих тіл. Заслужений професор Харківського національного університету.

## Життєпис
Народився 25 листопада 1928 у Пензі, в родині вчителів. Його батьком був міколог Костянтин Іванович Милославський, а дідом був купець та міський голова Охтирки Іван Миколайович Милославський.
У 1948 році, на запрошення родичів, переїхав до Харкова. Навчався у Харківському університеті на фізико-математичному факультеті, якій закінчив у 1951 році. Наступного року став асистентом катедри експериментальної фізики. У 1959 році захистив кандидатську дисертацію на тему: «Оптичні та екситонні властивості напівпровідникових шарів CdO, ZnO і SnO2», науковий керівник Кирило Синельников. Через три роки став доцентом катедри фізичної оптики. У 1972 році захистив докторську дисертацію «Експериментальне дослідження краю своєї лінії в напівпровідникових сполуках (оптичне поглинання та ефект Фарадея)». Того ж року йому було присуджений науковий ступінь доктора фізико-математичних наук. Через два роки отримав звання професора. У 1975 році став професором кафедри оптики. У 1989—2003 роках, завідувач цієї ж кафедри. Після 2003 і до самої смерті знову професор кафедри. Помер 26 лютого 2016 року, громадянська панахида за ним відбулася в приміщенні Музею природи. Був кремований, його попіл зберігається у колумбарії на Другому міському кладовищі.
У Харківському університеті читав курси лекцій: «Спектроскопія твердого тіла», «Люмінесценція і фотопровідність твердих тіл», «Нелінійна оптика». У співавторстві написав навчальний посібник «Навчальні експерименти та демонстрації з оптики» (2000) та сам підготував посібник «Нелінійна оптика» (2008). Серед його учнів 18 кандидатів та один доктор наук.
Основними напрямками наукових досліджень Милославського були: спектроскопія напівпровідників і діелектриків, магнітооптика, взаємодія лазерного випромінювання зі світлочутливими матеріалами. Займався експериментальними і теоретичними дослідженнями спектрів твердих тіл і нелінійних оптичних явищ у хвилевідних фоточутливих плівках. Також він визначив роль екситонних станів у формуванні власної електронної смуги в низці широкозонних напівпровідників.

## Родина
Був одружений з Тетяною Іллівною Милославською (до шлюбу Август). Подружжя мало одну дитину: 
Ольга Володимирівна Милославська (народилася 23 жовтня 1953) — кандидатка фізико-математичних наук, наукова співробітниця у Фізико-технічному інституті низьких температур імені Б. І. Вєркіна НАН України.
Згідно зі спогадами його племінника Дмитра Милославського, Володимир Костянтинович окрім фізики добре знав історію, географію та іноземну літературу. Він любив мандрувати й проходив пішки великі відстані навіть у досить похилому віці.

## Нагороди та почесні звання
- Ювілейна медаль імені С. І. Вавілова (1995)[2].
- Медаль С. Е. Фріша Оптичного товариства імені Д. С. Рождественського (2000)[5].
- Заслужений професор Харківського Національного університету (2000)[2].
- Почесна грамота Міністерства освіти і науки України (2010)[6].
- Включений до залу слави Фізичного факультету ХНУ імені В. Н. Каразіна[7].

## Науковий доробок
Всього написав понад 300 наукових публікацій, серед них два навчальних посібника (один у співавторстві). Список найбільш важливих робіт згідно Енциклопедії сучасної України і його персональній сторінці на сайті кафедри:

###### Навчальні посібники
- Учебные эксперименты и демонстрации по оптике: Учебное пособие. Х., 2000 (співавт.).
- Нелинейная оптика: Учеб. пособ. Х., 2008.

###### Статті
- О квантовом поглощении в вырожденных полупроводниках и металлах // Физика Твердого Тела. 1966. T. 8, вып. 7.
- О влиянии междузонных переходов на низкочастотный плазменный резонанс в малых металлических сферах // Оптика и спектроскопия. 1979. T. 46, вып. 2 (співавт.).
- Spontaneous grating formation in thin light-sensitive AgCl-Ag films at linear p/s pola-rization of a laser beam // J. Optics A: Pure Applied Optics. 2005. Vol. 7.
- Влияние примеси меди на спектр поглощения тонких пленок суперионных проводников MAg4I5(M: Rb, K) // Физика Твердого Тела. 2006. Т. 48, № 5.
- Окрашивание кварцевого стекла нанометровыми частицами серебра.// Оптика и спектроскопия. - 2007. - т.102, № 3. - с.489-495.
- Optical properties of nanostructures // Functional Materials. 2008. Vol. 15, № 3 р.313-331.
- Спектры поглощения тонких пленок твердых растворов Cs2(Cd1-xZnx)І4 // Оптика и спектроскопия. 2010. Т. 108, № 4.

### Коментар
1. ↑  У довідковій літературі також зустрічається дата 28 листопада